# Инженер-механик Анастасов (миноносец)
«Инженер-механик Анастасов» — русский и советский эскадренный миноносец типа «Твёрдый». Назван в честь инженер-механика миноносца «Стерегущий» В. С. Анастасова, погибшего в неравном бою 26 февраля (10 марта) 1904 года.

## Строительство
Заложен на Охтинской судоверфи фирмы «В:мъ Крейтонъ и Ко.» в 1905 году, перевезён во Владивосток в разобранном состоянии. После сборки спущен на воду 19 августа 1907 года. Вступил в строй Сибирской военной флотилии 12 сентября 1908 года. Принят в казну 30 октября 1908 года.

## Служба
30 октября 1907 года на миноносце произошло выступление матросов, но в восстании корабль не участвовал.
Прошел капитальный ремонт корпуса и механизмов в 1912—1913 годах на Механическом заводе Владивостокского порта.
12 декабря 1917 года вошёл в состав Красной Сибирской флотилии. 30 июня 1918 года был захвачен японскими интервентами, впоследствии передан Русской армии. В 1919 году, участвовал в неудачной высадке на заливе Святой Ольги.В октябре 1922 года при эвакуации частей Русской армии полностью выведен из строя и затоплен.
В декабре 1922 году поднят, но в строй не вводился. 31 мая 1923 года передан Госкомфондов для сдачи на слом. 21 ноября 1925 года исключён из списков судов РККФ.